# East Park, Wolverhampton
East Park är en park i Storbritannien.   Den ligger i staden Wolverhampton i riksdelen England, i den södra delen av landet, 180 km nordväst om huvudstaden London. East Park ligger 138 meter över havet.
Terrängen runt East Park är platt. Runt East Park är det mycket tätbefolkat, med 3 022 invånare per kvadratkilometer.  Runt East Park är det i huvudsak tätbebyggt.